# Regent (Schiff, 1815)
Die Regent war das erste in London gebaute Dampfschiff, das für kommerzielle Zwecke eingesetzt wurde.

## Technik
Das Schiff wurde in einer Werft in Rotherhithe gebaut und im August 1815 mit zwei Ein-Zylinder-Dampfmaschinen von Maudslay, Sons and Field ausgestattet. Sie hatten Kolben mit einem Durchmesser von 50,8 cm und einem Hub von 81,3 cm und wogen zusammen mit dem Antrieb und den Schaufelrädern 5 t. Zunächst hatte das Schiff ein Schaufelrad mit einem Durchmesser von 8 Fuß (2,44 m) in der Mitte. Da dies jedoch zu klein war und nicht weit genug ins Wasser tauchte wurde an jeder Seite jeweils ein Schaufelrad mit einem Durchmesser von 10 Fuß (3,05 m) und einer Breite von 5 Fuß (1,52 m) angebracht.

## Geschichte
Bei einer Testfahrt fuhr sie innerhalb von 30 min die 6,7 km lange Strecke von der Blackfriars Bridge zur Battersea Bridge. Für den 7,9 km langen Rückweg flussaufwärts bis zur London Bridge benötigte die Regent 52 min. Wegen dieser guten Leistung ersetzte sie das Paketschiff Thames auf der Strecke zwischen London und Margate. Am 11. Oktober 1816 bot Marc Isambard Brunel der Royal Navy die Regent für Testfahrten an, um die Eignung von Dampfschiffen als Schlepper von Kriegsschiffen zu testen. Nach dem Test war die Admiralität von der Eignung überzeugt.
Am 2. Juli 1817 geriet die Regent bei Whitstable in Brand. Da der Schornstein des Schiffs ungenügend zum Holz hin isoliert war, fing dieses Feuer. Das Feuer ließ sich nicht löschen und der Kapitän konnte nur noch das Schiff an der Küste auf Grund laufen zu lassen. Das Schiff verbrannt komplett, es kam jedoch kein Mensch zu Schaden.